# Aladdin và cây đèn thần
Aladdin ("A-lát-đin", tiếng Ả Rập: علاء الدين, đã Latinh hoá: ʻAlāʼ ud-Dīn/ ʻAlāʼ ad-Dīn), còn được biết tới với tên Aladdin và cây đèn thần ở Việt Nam là một trong những truyện đặc sắc nhất trong bộ truyện Nghìn lẻ một đêm của vùng Trung Đông.

## Nội dung

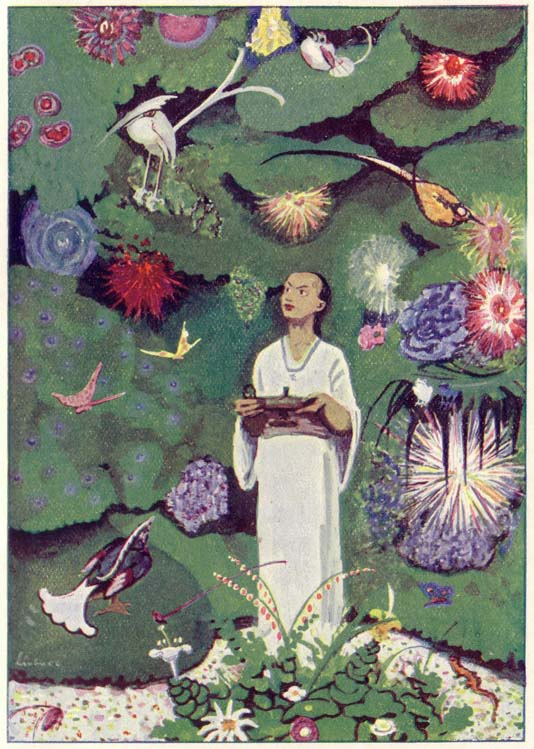
Aladdin và đèn thần trong vườn dưới hầm bí mật

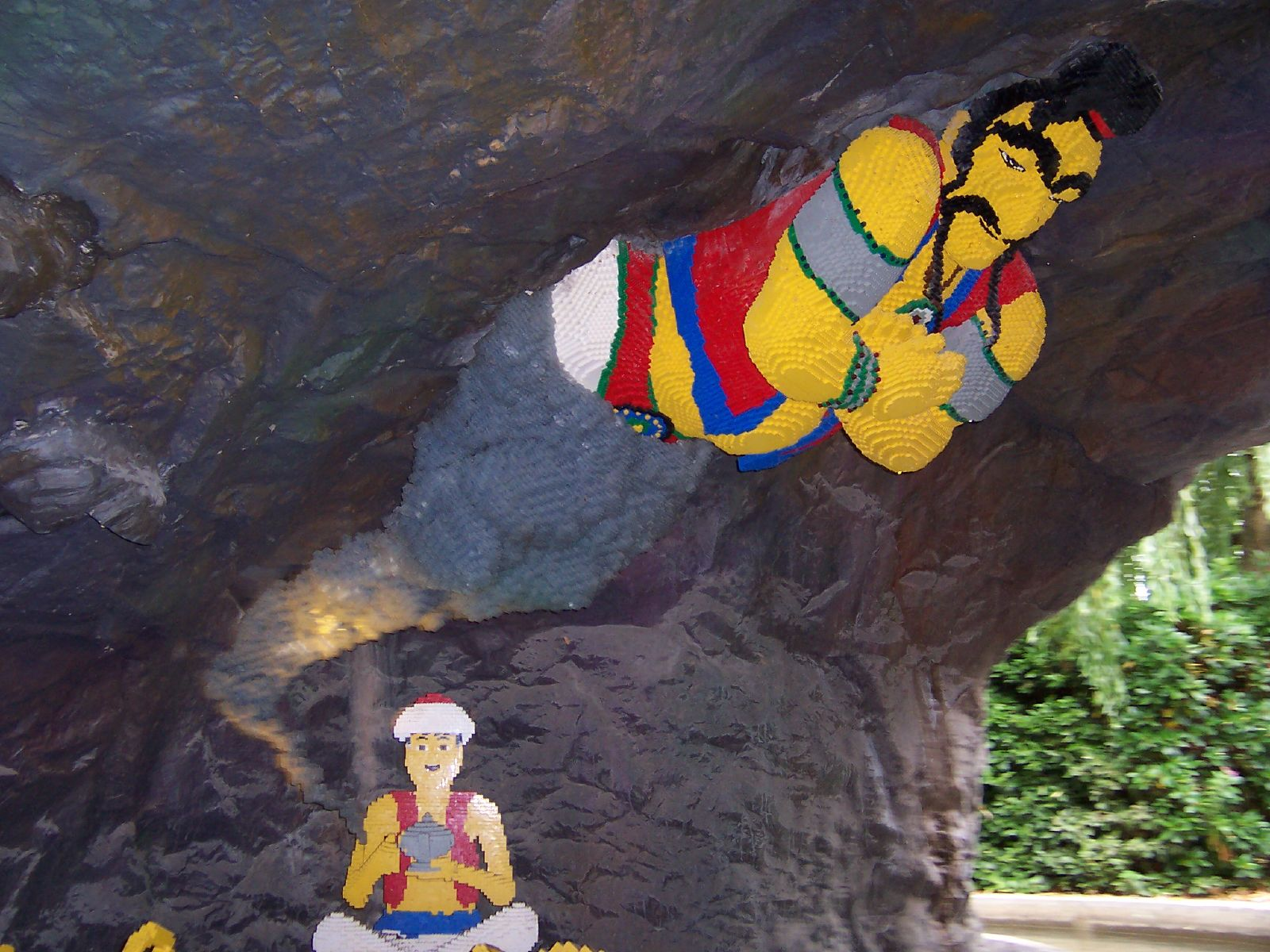
Aladdin và thần đèn

Ngày xưa, tại kinh đô một nước, có bà vợ góa của một người thợ may nghèo tên là Mustapha sống với con trai tên là Aladdin.
Năm Aladdin 15 tuổi, có một lão phù thủy cao tay cất công từ châu Phi sang, làm quen với mẹ con Aladdin để thực hiện một mưu đồ to lớn của lão. Lão dụ dỗ Aladdin đến một cái hầm bí mật lấy cho lão cái đèn dầu "cũ kĩ" nằm trong đó. Khi lấy được rồi, vì Aladdin nấn ná không chịu đưa cây đèn nên lão phù thủy tức giận đọc thần chú bịt kín miệng hầm để nhốt Aladdin. Cái nhẫn thần mà lão phù thủy đưa cho Aladdin trước khi vào xuống hầm đã giúp Aladdin thoát khỏi hang. Có cây đèn thần trong tay, cuộc sống của mẹ con Aladdin đã khá hơn trước. Đến năm 18 tuổi, bằng sự trợ giúp đắc lực của Thần đèn (jinni), Aladdin đã cưới được công chúa Badroulbadour.
Nhiều năm trôi qua, lão phù thủy phát hiện Aladdin vẫn còn sống và sống rất hạnh phúc bên nàng công chúa xinh đẹp. Lão bèn quyết lấy cho bằng được cây đèn thần. Nhờ mưu mẹo, lão dễ dàng đoạt được cây đèn thần của Aladdin. Lão bắt cóc công chúa và sai Thần đèn lấy tất cả của cải đem sang châu Phi, ép công chúa phải lấy lão. Mất cây đèn thần, Aladdin tiếp cận công chúa nhờ vào Thần nhẫn. Hai người lập mưu lấy lại cây đèn. Công chúa mưu lược đã dụ lão phù thủy uống thuốc độc rồi chết. Thế là Aladdin lấy lại được cây đèn thần và rước công chúa về sống. Sau một năm, em trai của tên phù thủy biết được tin anh mình đã chết dưới tay Aladdin, bèn cấp tốc về Trung Hoa, đóng giả làm một phụ nữ trung hậu và trả thù. Tuy nhiên, Aladdin may mắn đã được cây đèn thần mách bảo ý niệm xấu xa ấy của tên phù thủy và đã giết tên phù thủy, tránh được kiếp nạn thứ 3, cũng là kiếp nạn cuối cùng của chàng. Cuối cùng, sau khi vua mất, công chúa Barunbuđua và Aladdin lên thay ngôi báu trị vì và sống với nhau cuộc sống hạnh phúc cùng một đàn con đông vui và vững mạnh.

## Nhân vật
Aladdin
Thần đèn
Công chúa
Lão phù thủy

## Điện ảnh
Aladdin và cây đèn thần được hãng hoạt hình Walt Disney đưa lên màn ảnh 3 lần sau 3 phần phim Aladdin và cây đèn thần
- - Aladdin và cây đèn thần (phim), năm 1992
  - Sự trở lại của Jafar, là phần tiếp theo của phim Aladdin và cây đèn thần, công chiếu năm 1994
  - Aladdin và vua trộm, là phần 3 của phim Aladdin và cây đèn thần,  công chiếu năm 1996

Năm 2019, Walt Disney Pictures phát hành phim Aladdin là phiên bản  live-action (người đóng).